# Vuk Mitošević
Vuk Mitošević (in serbo Вук Митошевић?; Novi Sad, 12 febbraio 1991) è un ex calciatore serbo, di ruolo centrocampista.

## Carriera

### Club
Ha giocato nella massima serie dei campionati serbo, kazako ed ungherese.

### Nazionale
Ha giocato nelle nazionali giovanili serbe Under-17, Under-19 ed Under-21. Con l'Under-17 ha anche giocato 3 partite nei campionati europei di categoria nel 2008.